# Ernest Nyssens
 (novembre 2016).
Si vous disposez d'ouvrages ou d'articles de référence ou si vous connaissez des sites web de qualité traitant du thème abordé ici, merci de compléter l'article en donnant les références utiles à sa vérifiabilité et en les liant à la section « Notes et références ».
Pour les articles homonymes, voir Nyssens.
Ernest Nyssens (10 juillet 1868 - 14 mars 1956) est un médecin et théosophe belge.

## Biographie
Ernest Nyssens, né à Chimay le 10 juillet 1868, est un médecin, pionnier dans le secteur de l'homéopathie et de la thérapie Kneipp (nl),. Entre 1910 et 1915, il est actif dans sa maison thérapeutique du domaine Ter Nood à Overijse.
Il publie en 1900 le livre Du traitement alimentaire du diabète qui traite des méthodes alimentaires pour gérer le diabète, à une époque où les options de traitement étaient très limitées avant la découverte de l'insuline en 1921. La même année, il publie La cuisine rationnelle, précis d'hygiène alimentaire un ouvrage qui traite des principes d'hygiène alimentaire et propose des conseils pour une alimentation saine et équilibrée, en accord avec les connaissances médicales de l'époque[réf. nécessaire]. L'ouvrage est réédité par Hachette BNF en 2019 dans le cadre d'une politique de conservation patrimoniale[réf. nécessaire].   
Ernest Nyssens est également évêque dans l'Église catholique libérale. Il a aussi été l'un des fondateurs de la communauté théosophique Monada,.

### Vie privée
Ernest Nyssens se marie en premières noces en 1899 avec Valérie Verleysen et, en deuxièmes noces, en 1935 avec Berthe Deseck, qui deviendra secrétaire générale de la Société théosophique belge.

## Publications (sélection)
- Du traitement alimentaire du diabète, Bruxelles : Henri Lamertin, 1900
  - Reproduction anastatique : Du traitement alimentaire du diabète, par le Dr Ernest Nyssens, Len Pod, 10 mars 2022  (ISBN 240560471X et 978-2405604717)
- La cuisine rationnelle, précis d'hygiène alimentaire, Paris : J. Morand, Publications Végétariennes, 1900, 78 p.[4]
  - Réédition : Hachette BNF, 2019  (ISBN 9782329285054)